# Epicrates maurus
Epicrates maurus é uma espécie de boa não-venenosa.

## Descrição
Esta subespécie foi originalmente descrita em 1849 pelo zoólogo inglês John Edward Gray. Também chamada de Jibóia californiana, a jibóia de aço ou a jibóia arco-íris colombiana (Epicrates maurus) É uma espécie terrestre do gênero Epicrates, da família das jibóias na subordem de cobras. Habita regiões quentes do sul da América Central e noroeste da América do Sul. Esta espécie está distribuída em regiões quentes do sul da América Central e noroeste da América do Sul
Faz isso usando 2 subespécies:
- Epicrates maurus maurus (Gray , 1849) - Vive da Nicarágua através da Costa Rica, oeste do Panamá, Colômbia e noroeste da Venezuela, nos estados de Mérida e Cojedes.
- Epicrates maurus guyanensis (Matz , 2005) - Vive a partir do nordeste de Venezuela, as ilhas de Margarita e Trinidad e Tobago, Guiana, Suriname e Guiana Francesa, para o norte do Brasil, nos estados de Amapá e Pará.

O local do espécime original é a Venezuela sem a localização exata. O holótipo é o exemplo: NHM 1946.1.10.40. Seu comprimento é geralmente de cerca de 2 metros, no caso de fêmeas adultas. É um animal noturno de costumes tímidos. Alimenta-se especialmente de pequenos mamíferos; complementar sua dieta com pássaros. É caçado por seu couro, embora seja morto principalmente pelo medo gerado por todas as cobras, especialmente as grandes. Sofre do desmatamento de seu habitat natural e da transformação de seu ecossistema em terras agrícolas ou pecuária intensiva.